# Presídio feminino de Barnimstraße

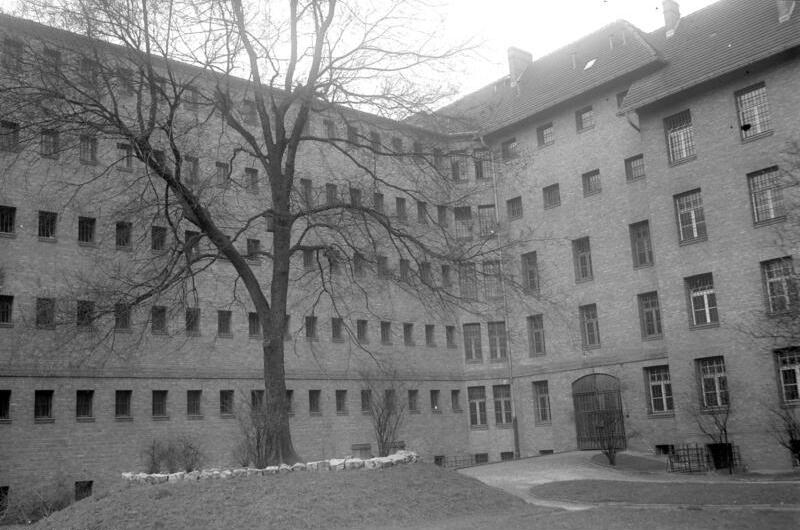
Presídio feminino de Barnimstraße, 1931

Barnimstraße foi uma prisão na Alemanha para mulheres até 1974.
Em 1936, durante o período nazista, a historiadora Anita Leocádia Prestes (filha de Olga Benário Prestes e Luiz Carlos Prestes ) nasceu ali. 
Hoje há um memorial no lugar que fica próximo a Alexanderplatz.